# I Heard It Through the Grapevine
I Heard It Through the Grapevine è un brano scritto da Norman Whitfield e Barrett Strong nel 1966, portato al successo da Marvin Gaye nel 1968.
La prima registrazione della canzone avvenne con il gruppo The Miracles nell'agosto del 1966, ma non fu pubblicata dal produttore Berry Gordy. La seconda versione invece fu registrata da Marvin Gaye nel febbraio 1967, ma il produttore si rifiutò di pubblicarla come singolo. La terza registrazione avvenne anch'essa nel 1967 e fu realizzata dal gruppo Gladys Knight and the Pips e stavolta il produttore accettò di pubblicarla nel settembre 1967.

## Marvin Gaye
Marvin Gaye pubblicò la sua versione della canzone nell'agosto 1968 nell'album In the Groove. Berry Gordy, vedendo il successo che il brano stava ottenendo, alla fine accettò di pubblicarlo come singolo il 30 ottobre 1968, e il 14 dicembre riuscì a raggiungere la prima posizione nella Billboard Hot 100 e nel Regno Unito, rimanendo in vetta alla classifica per sette settimane. Fu il singolo di maggiori vendite della storia della Motown, con quattro milioni di copie vendute.
Ancora oggi la versione di Gaye rappresenta un classico della musica soul e risulta uno dei maggiori successi del cantante. Nel 2004 la rivista Rolling Stone la posizionò all'80º posto nella classifica delle 500 canzoni migliori, mentre nella nuova lista pubblicata nel 2011 risultò all'81ª posizione. Al 50º anniversario della Billboard Hot 100, Billboard la inserì al 65º posto delle canzoni migliori apparse nelle classifiche; infine introdotta nel Grammy Hall of Fame per il suo valore "storico, artistico e significativo".

## Cover
Nel 1970 i Creedence Clearwater Revival registrarono una loro versione del brano inclusa nell'album Cosmo's Factory.
Nel 1985 la band anglo tedesca Georgie Red incise una sua versione, con le sonorità anni '80.
Nel 2005 i Kaiser Chiefs ne registrarono una cover, inclusa nell'album benefico Help!: A Day in the Life.
Nel 2008 Giorgia ne registrò una cover in studio, contenuta nel 3º CD della raccolta Spirito libero - Viaggi di voce 1992-2008.

## Grapevine
Grapevine è un rifacimento della canzone, ed è stata rilasciata in una nuova versione dal disc jockey e produttore olandese Tiësto. Il brano è uscito il 26 ottobre 2018 nei Paesi Bassi per la Musical Freedom.
Un anno dopo l'uscita di BOOM, Tiësto torna al genere del brazilian bass con Grapevine, che contiene un campionamento di I Heard It Through the Grapevine di Marvin Gaye. Il brano è stato presentato in anteprima durante il set di Tiësto all'Ultra Music Festival 2018 a Miami. 

### Recensioni
Fabien Dori del webmedia francese Guettapen critica la "crudele mancanza di originalità" del brano, affermando che "il drop sembra stranamente simile a quello di Boom, e la voce generica non esalta il tutto". 

### Video musicale
Il video musicale è stato presentato in anteprima sul canale YouTube ufficiale di Tiësto il 12 gennaio 2020 ed è stato diretto e animato da Thomas Dutton. 

### Tracce
1. Grapevine – 2:30
2. Grapevine (Extended Mix) – 3:27
3. Grapevine (Tujamo Remix) – 3:21
4. Grapevine (John Christian Remix) – 2:30
5. Grapevine (Carta Remix) – 2:35

## Classifiche

### Classifiche settimanali
| Classifica (1968)        | Posizione massima |
| ------------------------ | ----------------- |
| U.S. Billboard Hot 100   | 1                 |
| U.S. R&B Chart           | 1                 |
| Regno Unito              | 1                 |
| Australia                | 40                |
| Canada "RPM Top Singles" | 8                 |
| Irish Singles Chart      | 7                 |

### Classifiche di tutti i tempi
| Classifica (1958-2021) | Posizione |
| ---------------------- | --------- |
| Stati Uniti            | 93        |